# 知制誥
知制誥（ちせいこう）は、宋・元・明の時代の中国にあった官職である。制・誥をつかさどる者の意。

## 起源
制・誥ともに『書経』に見え、「天子の言葉」を意味する。三代（夏・殷・周）で用いられていたが、秦の始皇帝が「命」を「制」に、「令」を「詔」に改めてからは「誥」は文書に出てこなくなる。唐代までには詔・冊・制・勅が皇帝の命令を意味する言葉となる。
翰林院が唐代初期に置かれ、学問芸術に優れた人物を集めていたに過ぎなかったが、玄宗の時期に中書省の事務が繁雑になり文書が滞留するようになったので、翰林学士という役職を置き中書省の一部の機能を分掌させた。この翰林学士は重用されるようになり、宰相の実質を担うようになるが、専任の官職ではなく定員もなかった。宋代になって詔勅の制度は唐にならい、「誥」が復活され「制」と並んで用いられるようになる。制・誥を書く仕事は翰林学士から分離し、知制誥が設けられた。
知制誥は元代には重い役職ではなくなり、明代初期にもこの職名が存在している。